# 奧拉克爾章克申 (亞利桑那州)
奧拉克爾章克申（英語：Oracle Junction）是位於美國亞利桑那州皮納爾縣的一個非建制地區。該地的面積和人口皆未知。

## 地理
奧拉克爾章克申的座標為32°33′18″N 110°56′00″W / 32.55500°N 110.93333°W，而該地的平均海拔高度為1012米（即3320英尺）。